# Ljudski rad
Ljudski rad je svrsishodna i svjesno organizirana djelatnost ljudi, radi postizanja nekog korisnog učinka, kojim se može zadovoljiti određena vrsta osobnih ili zajedničkih potreba.
Rad u apstraktnom smislu predstavlja utrošak ljudske radne snage: intelektualnog napora, mišićnog napora, psihološkog stresa i vremena da bi se postigao neki cilj i kao takav predstavljao je sredstvo razmjene (robu) od najranijih dana čovječanstva.

## Odnos prema radu u povijesti čovječanstva

### Od antike do industrijske revolucije
Za ljude kao vrstu postoji latinski izraz homo sapiens (misleći čovjek), jer se dugo mislilo da je intelektualna sposobnost odvojila ljudsku vrstu od ostalih primata, no već je antički mislilac Apije Klaudije Ceko došao do zaključka da je čovjek stvoritelj svoje sudbine (latinski: Faber est suae quisque fortunae) dakle do presudne uloge rada, kao faktora kojima je ljudima omogućio da postanu misleća bića. Dilema je svakako lažna, rad je omogućio ljudima da razviju i svoj spoznajni aparat, da osmisle i razviju alate i tako još više podvrgnu svijet oko sebe svojim interesima. Kako se povećavao broj ljudi i njihova koncentracija u prvim većim zajednicama, mijenjao se i odnos prema radu, od prvih obiteljskih paleolitskih zajednica, u kojima je rad bio isto što i svakodnevni život - skupljanje hrane i lov, ali stvar slobodnog izbora (u kojem se ipak na neki tadašnji viši način shvaćalo da je sloboda nužnost) i da treba raditi, skupljati hranu radi preživljavanja, do pojave prisilnog rada s prvim robovima u neolitiku kod izvođenja većih radova za potrebe prvih gradova i država (piramide, hramovi, brane, kanali). Takav odnos prema radu, u kojem su se najteži fizički poslovi prepuštali robovima, a rad (osobito teški fizički rad) shvaćao kao nužno zlo, stvorio je i filozofsku misao koju je najjasnije izrazio Platon. Ta filozofska misao naglašava dihotomiju idealanog idejnog (misaonog) i njegovog lošeg odraza u realnom fizičkom nesavršenom svijetu. Ova je misao preko Plotina i neoplatonističkih filozofa postala sastavni dio kršćanstva, a došla je do izražaja u podjeli rada i učenju sedam slobodnih vještina (septem artes liberales) i potpunom odvajanju dviju komponenti rada: uma i fizisa/snage. Zanatlije su preko svojih cehova ili bratovština (u to su bili uključeni; i slikari, kipari, arhitekti, graditelji, liječnici) uspjeli ishoditi neka prava od lokalnih feudalaca i vijeća slobodnih gradova, ali više u okviru svog društvenog položaja kao slobodnih građana, nego u odnosu na rad. On je ostao u okviru trgovačkog prava, odnosno ugovornih odnosa kupac - prodavač. Rad (osobito onaj teški fizički) je i dalje ostao predmet prisile koju su morali obavljati podčinjeni po nalogu svojih
gospodara, bilo kao kmetovi i sluge ili kao robovi, koji su zabranjeni tek početkom 20. stoljeća.

### Od industrijske do oktobarske revolucije
Razvojem tehničkih sredstava i smanjenjem potrebe da sve obavljaju ljudi, posebno nakon industrijske revolucije, rad je postajao sve manje stvar prisile, a sve više stvar (prividno) slobodnog izbora, odnosno ugovora između poslodavca (koji nudi rad) i radnika (izvršitelja) koji će to obaviti za neku naknadu, dakle predmet trgovačkog prava. Otada rad dobiva i sve više pravnih akata i normi i razvija se kao posebna grana prava - radno pravo, koje regulira načine kako će se obavljati i tko je za što odgovoran u procesu rada. Istovremeno rad postaje sve više privilegija, dakle nagrada, a ne kao dotad kazna. Prve zakonske akte o radu (Factory Act) izglasala je Britanija od 1802. do 1895. Oni u pravnom smislu i nisu bili zakoni o radu u današnjem smislu, već podzakonski akti za neke grane industrije (njima se u početku ograničavao rad djece na 10, odnosno 12 sati, a kasnije i rudara na 12 sati, uz kasnije mjere na ograničavanje radnog tjedna na 60 sati). Bismarckova Njemačka donijela prve zakonske akte 1878. putem kojih su za državne službenike uvedena i neka prava koja su bila zametak kasnijeg socijalnog osiguranja. To je učinjeno i stoga da ograniči utjecaj socijalističkih ideja Socijaldemokratske partije Njemačke. Od početka 19. stoljeća počeli su se osnivati i prvi sindikati, koji su zahtijevali uvođenje reda i zakona u proces rada, kako bi štitili prava radnika.
Istovremeno rad se počeo shvaćati kao bit ljudskog postojanja, i presudan čimbenik koji određuje sudbinu pojedinca i čitavih ljudskih zajednica, i njegova temeljna priroda razrađena je kao filozofska kategorija. Prvi koji se dotakao te teme bio je njemački filozof Georg Wilhelm Friedrich Hegel, u svom djelu Fenomenologija duha (1806.) u eseju o gospodaru i sluzi. Hegel je došao do zaključka da sluga iako u prividno lošijem položaju zato što radi za svog gospodara, postaje stvarni gospodar njihovog međuodnosa, jer posreduje okolinu za njega, i da na kraju gospodar postaje ovisan o svom sluzi.
Na osnovama ideja razvijenih iz tog eseja rođen je marksizam, u kome je rad stavljen na pijedestal kao najvažnija ljudska sposobnost i napravljen je filozofski kopernikanski obrat, u slavnoj 11. tezi o Feuerbachu (Filozofi su svijet samo različito interpretirali, radi se o tome da ga se izmijeni), čiji je pravi smisao da se nešto može stvoriti samo iz rada, a ne iz kontemplacije. Ljudski se rod, dakle, ne bi pomakao iz paleolitika da se oslanjao samo na svoj intelektualni aparat da nije bilo rada i aktivnog odnosa prema okolini.

### Crkveno gledište
Tijekom 19. stoljeća istovremeno s početcima masovne industrijske proizvodnje Rimokatolička Crkva se prvi put dohvatila tematike ljudskog rada, između ostalog i kao reakciju na pojavu marksizma. U svojoj enciklici Rerum Novarum papa Leon XIII. je 1891. godine dao podršku sindikatima i postojanju privatnog vlasništva, dok je s druge strane osudio marksizam i divlji kapitalizam. Papino mišljenje je bilo da država mora promicati socijalnu pravdu kako bi osigurala sklad u društvu. Društveni sklad bi se po Rerum Novarumu postigao ugovorom o pravima i dužnostima i radnika i kapitalista, a glasio bi ovako:
- radnik se obvezuje da će u potpunosti i iskreno obavljati svoje dužnosti,
- radnik se obvezuje da neće vršiti vandalizam ili osobne napade,
- radnik se obvezuje da će se općenito suzdržati od nereda i nasilja.

S druge strane kapitalist, poslodavac se obavezuje da će:
- isplatiti poštenu naknadu,
- osigurati slobodno vrijeme za obiteljske i religijske obveze,
- dati posao prilagođen sposobnosti i godinama radnika,
- poštovati prava radnika, a ne postupati prema njima kao prema robovima.

Kada se govori o poštenoj naknadi ona je u enciklici opisana kao plaća koja je dovoljno visoka da se osigura život radnika, njegove obitelji, te da postoji određeni suvišak potreban za postupno poboljšanje životnih uvjeta. Kada se govori o poslu naglašeno je da nije niti pošteno niti ljudski iscrpljivati radnika pretjeranim radom koji zaglupljuje duh i iscrpljuje tijelo.
Tijekom sljedećih više od stotinu godina Rimokatolička Crkva će izdati još tri različite enciklike koje se bave ljudskim radom, ali one će biti samo nadogradnja na ovu početnu koju će Ivan XXIII. dodatno pohvaliti 1961., nazvavši ju magnom cartom socijalne i gospodarske izgradnje.

### Od oktobarske revolucije do danas
U svakom slučaju odnos prema radu i radništvu se značajno promijenio od početka 20. stoljeća, posebno od Oktobarske revolucije i pojave prve socijalističke zemlje na svijetu SSSR-a. SSSR je doista prešao s riječi na djela i ograničio radni dan radnika na 8 sati, i prvi uveo instituciju plaćenog godišnjeg odmora za radnike.
Kao odgovor na sovjetski izazov, 1919. godine, devet zapadnih zemalja osnovalo je Međunarodnu organizaciju rada (International Labour Organization) kao dio Versajskog ugovora, to su bile: Belgija, Kuba, Čehoslovačka, Francuska, Italija, Japan, Poljska, Ujedinjeno Kraljevstvo i Sjedinjene Američke Države.
Sovjetski je primjer prva oponašala francuska vlada Narodnog fronta socijalista Léona Bluma 1936. koja je prva uvela zakon o plaćenom godišnjem odmoru za radnike (dva tjedna), i skratila radni tjedan na 40 sati.
U anglosaksonskim zemljama, radnička su prava ostala uvijek u okviru ugovora, a ne zakona, kao rezultat pregovaranja između sindikata i poslodavaca. Australski grafički radnici prvi su se izborili za plaćeni godišnji odmor od jednog tjedna 1936., a 1941. i metalski radnici (jedan tjedan) koji je od 1945. povećan na dva tjedna.Od 1963. usvojen je standard od najmanje tri tjedna dopusta za sve australske radnike.
Plaćeni godišnji odmori u Sjedinjenim Američkim Državama prvo su se počeli dodjeljivati članovima uprave od sredine 19. stoljeća, zatim su se proširili i na uredske službenike, predradnike i kvalificirane radnike., tako da je 1920. tim institutom bilo obuhvaćeno oko 5 % radnika, a na vrhuncu tog vala 1930. 10 %. Nakon Drugog svjetskog rata, od 1950-ih godina nadalje, zbog povećane produktivnosti za potrebe poratnog doba porasla su radnička prava i institut od najmanje dva tjedna plaćenog godišnjeg odmora postao je gotovo uobičajeno radničko pravo. Čak i na vrhuncu tog vala 1960-ih u Sjedinjenim Američkim Državama, plaćeni godišnji odmor nikada nije bio predmet zakona, već rezultat granskih kolektivnih ugovora između poslodavaca i sindikata. Tako je ostalo do danas, kad se ta prava radikalno
smanjuju ulaskom poslodavaca u financijske teškoće.
U zemljama zapadne Europe, svakog desetljeća od Drugog svjetskog rata rasla su prava radnika, kao rezultat hladnog rata i idejno - ekonomsko - socijalnog nadmetanja sa socijalističkim zemljama, tako da su pri kraju 1980-ih radnici u Finskoj, Francuskoj, Luksemburgu, Španjolskoj i Švedskoj imali najmanje 5 tjedana plaćenog godišnjeg odmora.
Međunarodna organizacija rada je 1946. postala prva specijalizirana agencija UN -a, tada je usvojena i Opća deklaracija o ljudskim pravima, koja u svojoj preambuli ima čak dva člana posvećena radu:
- član 23.

- - Svatko ima pravo na rad, slobodan izbor zaposlenja, pravične i povoljne uvjete rada i na zaštitu za vrijeme nezaposlenosti.
  - Svatko bez ikakve razlike, ima pravo na jednaku plaću za jednaki rad.
  - Svatko tko radi ima pravo na pravičnu i povoljnu plaću koja njemu i njegovoj obitelji osigurava život dostojan čovjeka i koja se, po potrebi, dopunjuje drugim sredstvima socijalne zaštite.
  - Svatko ima pravo osnivati i sindikate ili im pristupati radi zaštite svojih interesa.

- član 24.

- - Svatko ima pravo na odmor i dokolicu, uključujući razumno ograničenje radnih sati i povremene plaćene neradne dane.[7]

Na idejnom planu rad je na obje konfrotirane strane bio shvaćen kao najvažnija čovjekova osobina, Hannah Arendt i Max Scheler razvili su teoriju o Homo faberu (čovjeku stvaratelju) kojem je razvoj alata omogućio da kontrolira svoju okolinu, ali i da razvije svoj razum. S druge strane neomarksisti su na osnovi teze o praksi iz 11. teze o Feuerbachu izveli jedan novi filozofski pravac, Praxis.
1980-ih godina su dolaskom Ronalda Reagana na vlast u Americi postale popularne teze nobelovca Miltona Friedmana o potrebi oslobođenja rada i kapitala od prenabujalog državnog birokratskog aparata (izvan tržišne utakmice) u tzv. državama blagostanja (eng.: Welfare states). Prema mišljenju neoliberista, sustav socijalne zaštite izrastao za hladnog rata postao je kočnica društvenog razvoja zbog previsokih poreza. Reaganova politika je dovela do liberalizacije uvjeta rada, odnosno smanjenja dotadašnjih radničkih prava, u početku u Americi, a nakon političkih događaja pred kraj 1980-ih i kolapsa socijalističkih zemalja europskog istoka po čitavoj Europi i svijetu.
Mnogi teoretičari tvrde da je praktična primjena tih ideja, privatizacija poduzeća i smanjenje regulacije, dovela do paradoksalnih rezultata, pri čemu se navodi povećani broj ljudi u birokratskom aparatu (koji više nije nominalno bio u državnim rukama, već u formalno privatiziranim poduzećima), kao i povećanje unutarnjeg duga. U početku se činilo da američka privreda dobiva potreban zamah i uzlet, i ponovo povećava izvoz, ali to je također bio privid jer se povećanje domaće potražnje uglavnom dogodilo zbog enormog povećanja vojnog budžeta na račun unutarnjeg zaduženja i prodaje državnih obveznica. Isti se američki paradoks zbio i u svim zemljama koje su slijedile ovu gospodarsku politiku: uglavnom je bankrotirao realni sektor, a birokracija koja je ionako bila prevelika po svim bivšim socijalističkim zemljama se udvostručila ili čak utrostručila. Tvrdi se da su poduzeća i države koje su živjele od prodaje svojih proizvoda na tržištu završila u bankrotu, a opstale su jedino prezadužene države (uz paradržavna poduzeća miljenike) i njihov enormni aparat.
Od kraja 1980-ih nadalje radno zakonodavstvo se neprestance mijenjalo u smjeru smanjivanja radničkih prava, ali su se broj nezaposlenih i unutarnji dugovi stalno povećavali, što je posebno došlo do izražaja izbijanjem tzv. globalne recesije krajem 2000-ih. Obično se pod tim mjerama podrazumijeva produženje radnog vijeka, dok s druge strane raste pritisak zbog sve veće nezaposlenosti, pogotovo među mlađim naraštajima.

## Oblici rada
- Čisti fizički rad je samo jedna od podfunkcija proizvodnog procesa, do kojeg je dovela društvena podjela rada. Fizički rad danas gotovo više i ne postoji u razvijenim zemljama, u kojima se i za najjednostavnije poslove ipak zahtjeva određeno znanje za uporabu alata i strojeva koji taj rad obavljaju.
- Grupni rad je pojam za djelovanje većeg broja ljudi u isto vrijeme i na istom mjestu i na istom proizvodnom zadatku.
- Individualni rad je rad čovjeka pojedinca, ili kao jedna od dionica nekog proizvodnog procesa.
- Kvalificirani rad je pojam za rad za koji je potrebno specifično školovanje i obuka. Kvalificirani radnici su puno produktivniji od nekvalificiranih radnika (u istoj jedinici vremena), te su u načelu bolje plaćeni.
- Prekovremeni rad je rad nakon uobičajenog radnog vremena, koje je u europskim zemljama između 8 i 9 sati dnevno.
- Privredno-proizvodni rad je rad u realnom sektoru (industriji, poljoprivredi, šumarstvu, prometu, trgovini, ugostiteljstvu i zanatstvu) kao proces koji se odvija između čovjeka i prirode.

Rad i njegove nuspojave su predmet medicine rada, posebne grane medicine koja se bavi fiziologijom rada. Svaki oblik rada povezan je s određenim utroškom energije. Kod teškog fizičkog rada čovjek troši oko 3500 - 5000 kalorija dnevno, a kod manjeg unosa kalorija, dolazi do iscrpljenosti, gubitka tjelesne težine i možebitne bolesti. Radna sposobnost je prosječno najveća između 3. i 5. desetljeća života.

### Prisilni rad
Osim ranije spomenutih vrsta rada, nakon ukidanja robovlasničkog sustava po cijelom je svijetu došlo do pojave prisilnog rada, za kojeg se može reći da ga je zamijenio pa je stoga po definiciji prisilni rad oblik ljudskog rada kojeg osobe vrše protivno svojoj volji pod prijetnjom kazne. Oblici tih kazni kojima se ljude prisiljava na rad protivno njihovoj volji se kreću od prijetnji oduzimanja imovine, preko prijetnji zatvora pa sve do prijetnji ubojstvom i nasiljem protiv članova obitelji.
Najrašireniji oblik prisilnog rada u prvoj polovici 20. stoljeća (i ranije) bili su radni logori koje su države organizirale tako da osuđeni kriminalci kroz prisilni rad otplaćuju svoj dug društvu. Najraniji oblik takve vrste prisilnog rada bilo je britansko slanje osuđenih kriminalaca u Australiju koji su gradnjom tamošnje kolonije isplatili svoje zločine prema britanskom društvu. Ukupno 165 000 kažnjenika bit će poslano u Australiju između 1788. i 1868. godine, a vrhunac ovog britanskog sustava kažnjavanja bit će dosegnut 1875. godine kada 75 % kažnjenika biva prisiljeno na rad. U 20. stoljeću dolazi do pada postotka zatvorenika koji u zapadnoj Europi i SAD-u rade pod prisilom, jer se smatra kako rad više nije "protivan volji zatvorenika" nego se koristi kao nagrada, odnosno zatvorenici koji u njemu sudjeluju mogu očekivati sniženje zatvorske kazne kao i manju novčanu nagradu.
Do novog drastičnog porasta državnog prisilnog rada dolazi 1920-ih i 1930-ih kada se prisilni rad zatvorenika masovno koristi u radnim logorima u komunističkim državama (SSSR-u i potom Kini), a u manjoj mjeri počinje i rad u zatvorskim radionicama u zapadnim kapitalističkim državama u zamjenu za minimalnu novčanu nagradu ili smanjenje zatvorske kazne.
Posebni, jedinstveni oblik prisilnog rada pojavio se tijekom Drugog svjetskog rata kada su ga Japan i Njemačka masovno koristile u svojim logorima. Procjenjuje se da je u njemu sudjelovalo 50 milijuna ljudi iz porobljenih država (samo za Japan procjena se kreće između 15 i 20 milijuna) s vrlo visokom stopom smrtnosti, s obzirom na to da je postupanje prema zarobljenicima bilo takvo da u zarobljenici umirali od pretjeranog napora i iscrpljenosti. Sa završetkom Drugog svjetskog rata njemački su vojnici svojim prisilnim radom otplaćivali dug Njemačke državama pobjednicama. U zapadnoj Europi korišteni su i za čišćenje minskih polja sa smrtnošću (ili teškim ranjavanjem) od 2000 ljudi mjesečno samo na području Francuske. S druge strane, u razdoblju od 15 godina (1945. – 1960.) oko 200 000 Nijemaca umrlo je tijekom prisilnog rada u SSSR-u (od bolesti, starosti, iscrpljenosti ili u likvidacijama).
Uz zakonski prisilni rad postoji i ilegalni prisilni rad. Sudionici te vrste prisilnog rada su osobe koje ga obavljaju pod prijetnjom ili pritiskom kriminalnih grupa. U europskoj javnosti najpoznatija vrsta ovog rada je protuzakonita prisilna prostitucija, ali u svijetu su poznati i drugi oblici ilegalnog prisilnog rada kao što je rad u polju veleposjednika dok se ne isplati neki stvarni ili imaginarni dug, što u Indiji zna trajati generacijama. Da bi se žrtve prisililo na rad, koristi se fizička sila ili prijetnja ubojstvom članova obitelji.

## Teorije o radu
Srednjovjekovna dihotomija o većoj vrijednosti intelektualnog rada koja svoju podlogu ima u teoriji o sedam slobodnih vještina i većoj vrijednosti metafizike preživjela je do današnjih dana, kao idejna podloga parazitiranja velikog broja raznih društvenih skupina. Ona s jedne strane ima podlogu u većoj kvalificiranosti svojih aktera, zbog sve duljeg i skupljeg školovanja za intelektualna zanimanja, i većoj društvenoj odgovornosti koja takva radna mjesta imaju na ljestvici društvenih vrijednosti. Ono što je paradoksalno u suvremenom (kapitalističkom) svijetu tržišne privrede je da intelektualne elite većinom rade u državnim i paradržavnim institucijama i državnim poduzećima (vojsci, policiji, zdravstvu, školstvu, vjerskim organizacijama i Crkvi) koja egzistiraju od poreznih prihoda, i nisu u tržišnoj utakmici. Oni svojim visokim troškovima rada uzrokuju veliko povećanje poreza i slom lokalnih ekonomija, tako da na izvjestan način predstavljaju obnovu feudalizma i donacionog prava.

## Vanjske poveznice
- (engl.) International Labour Organization (ILO)